# Troop Beverly Hills
Troop Beverly Hills är en amerikansk komedifilm från 1989.

## Handling
Phyllis lever ett liv som bortskämd och uttråkad lyxhustru i Beverly Hills. När hennes make hotar med att lämna henne, beslutar hon sig för att bli patrulledare för en samling flickscouter, där hennes dotter Hannah och flera rikemansdöttrar ingår. Phyllis kommer snart på kant med Velda, som är ledare för en konkurrerande scoutpatrull, men på ett vildmarksläger för Phyllis chansen att bevisa vad hon duger till.

## Om filmen
Troop Beverly Hills regisserades av Jeff Kanew. Huvudrollerna spelas av Shelley Long och Craig T. Nelson.

## Rollista (urval)
- Shelley Long - Phyllis Nefler
- Craig T. Nelson - Freddy Nefler
- Betty Thomas - Velda Plendor
- Mary Gross - Annie Herman
- Stephanie Beacham - Vicki Sprantz
- Audra Lindley - Frances Temple
- Edd Byrnes - Ross Coleman
- Ami Foster - Claire Sprantz
- Carla Gugino - Chica Barnfell
- Heather Hopper - Tessa DiBlasio
- Kellie Martin - Emily Coleman
- Emily Schulman - Tiffany Honigman
- Tasha Scott - Jasmine Shakar
- Aquilina Soriano - Lily Marcigan
- Jenny Lewis - Hannah Nefler